# Xanthopeltis
Xanthopeltis is een monotypisch geslacht van korstmossen behorend tot de familie Teloschistaceae. Het bevat alleen de soort Xanthopeltis rupicola.